# 山野村 (富山県)
山野村（やまのむら）は、かつて富山県東礪波郡にあった村。

## 沿革
- 1889年（明治22年）4月1日 - 町村制の施行により、礪波郡飛騨屋村、安室村、利屋村、墓浦村、岩屋村、清水明村、専勝寺村、高屋村、戸保家村、軸屋村、松原上野村、縄ノ内村、坪野村、能毛野新村、松崎村、松林村、松原出村、高儀新村の区域の一部、高野新の区域の一部、元上野村の区域の一部、古軸屋村の区域の一部、青島村の区域の一部及び野尻野新村の区域の一部の区域をもって、礪波郡山野村が発足する。
- 1896年（明治29年）3月29日 - 郡制の施行のため、礪波郡が分割して、東礪波郡が発足により、東礪波郡に所属となる。
- 1954年（昭和29年）4月1日 - 東礪波郡井波町及び山野村が合併して、東礪波郡井波町が発足する。